# Marcel Petiot
Marcel André Henri Félix Petiot (17. ledna 1897 Auxerre – 25. května 1946 La Santé, Paříž) byl francouzský lékař a sériový vrah. Byl odsouzen k smrti za mnohonásobnou vraždu poté, co v jeho domě v Paříži bylo během 2. světové války nalezeno 23 lidských těl. Celkový počet jeho obětí není znám.
Petiot vystupoval jako údajný člen hnutí odporu, který sliboval hlavně bohatým Židům bezpečný útěk za hranice, ale své oběti zabíjel v plynové komoře, kterou si zařídil ve svém domě. V březnu 1944 si lidé stěžovali na nesnesitelný zápach vycházející z domu v pařížské ulici Le Sueur a přivolaní policisté v něm objevili zbytky těl obětí.

## V populární kultuře
Případ se stal námětem řady knih a filmů. Americký historik a spisovatel David King příběh zpracoval v knize „Smrt ve městě světla“ (Death in the City of Light). V roce 1990 natočil francouzský režisér Christian de Chalonge film Docteur Petiot, ve kterém roli Petiota sehrál Michel Serrault.